# Reersø
Reersø is een plaats in de Deense regio Seeland, gemeente Kalundborg, en telt 540 inwoners (2008).